# Liste der Biografien/Peta
Liste der Biografien |
Portal Biografien |
Personensuche
# |
A |
B |
C |
D |
E |
F |
G |
H |
I |
J |
K |
L |
M |
N |
O |
P |
Q |
R |
S |
T |
U |
V |
W |
X |
Y |
Z |
?
 
Pa |
Pc |
Pe |
Pf |
Ph |
Pi |
Pj |
Pk |
Pl |
Pm |
Pn |
Po |
Pr |
Ps |
Pt |
Pu |
Pv |
Pw |
Py
 
Pea |
Peb |
Pec |
Ped |
Pee |
Pef |
Peg |
Peh |
Pei |
Pej |
Pek |
Pel |
Pem |
Pen |
Peo |
Pep |
Peq |
Per |
Pes |
Pet |
Peu |
Pev |
Pew |
Pex |
Pey |
Pez
 
Peta |
Petc |
Pete |
Peth |
Peti |
Petj |
Petk |
Petl |
Petm |
Peto |
Petr |
Pets |
Pett |
Petu |
Petw |
Pety |
Petz
Die Liste der Biografien führt alle Personen auf, die in der deutschsprachigen Wikipedia einen Artikel haben. Dieses ist eine Teilliste mit 29 Einträgen von Personen, deren Namen mit den Buchstaben „Peta“ beginnt.

## Peta
- Peta, Eleni (* 1970), griechische Sängerin
- Peta, Mircea Paul (* 1994), rumänischer Volleyballspieler
- Peta, Tomasz (* 1951), polnischer Geistlicher, römisch-katholischer Erzbischof von Astana, Kasachstan

### Petac
- Petacchi, Alessandro (* 1974), italienischer Radrennfahrer
- Petacci, Clara (1912–1945), italienische Frau, Mätresse von Benito Mussolini
- Petacco, Arrigo (1929–2018), italienischer Schriftsteller und Journalist
- Petachja aus Regensburg, jüdischer Reisender

### Petag
- Petagna, Andrea (* 1995), italienischer Fußballspieler
- Petagna, Vincenzo (1734–1810), italienischer Mediziner, Botaniker, Entomologe und Arachnologe

### Petai
- Pétain, Philippe (1856–1951), französischer General und Präsident des Vichy-RegimesPhilippe Pétain (1856–1951)

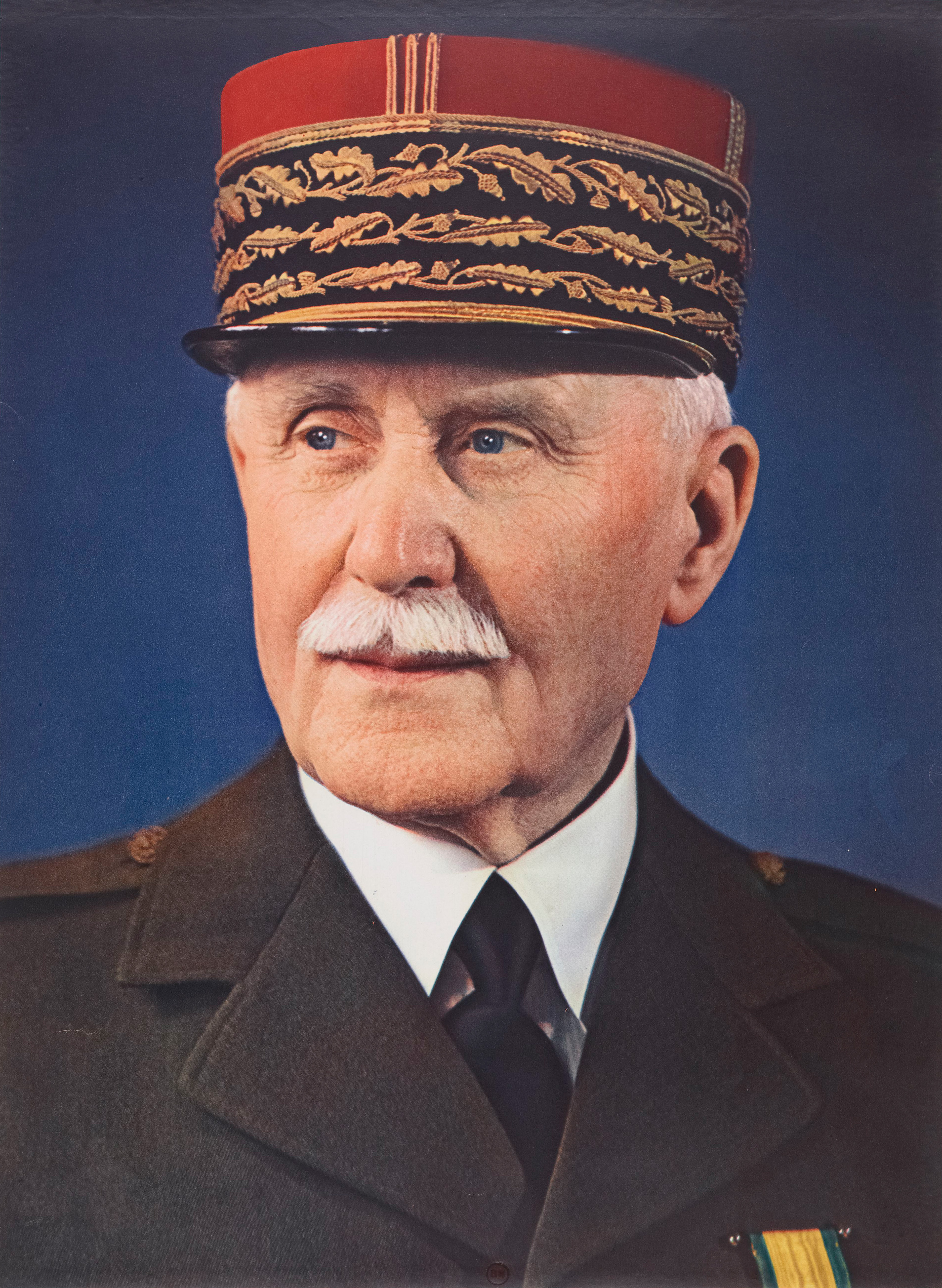
Philippe Pétain (1856–1951)

### Petaj
- Petaja, Emil (1915–2000), US-amerikanischer Science-Fiction- und Fantasy-Autor
- Petäjä, Erkka (* 1964), finnischer Fußballspieler
- Petäjä, Tuuli (* 1983), finnische Windsurferin

### Petak
- Petaković, Aleksandar (1930–2011), jugoslawischer Fußballspieler und -trainer

### Petal
- Petalas, Giorgos (* 1982), griechischer Bahn- und Straßenradrennfahrer

### Petan
- Petan, Alex (* 1992), italo-kanadischer Eishockeyspieler
- Petan, Nic (* 1995), italo-kanadischer Eishockeyspieler
- Petan, Žarko (1929–2014), slowenischer Schriftsteller
- Petana, Hinauri, samoanische Botschafterin
- Petanjak, Ivica (* 1963), kroatischer Geistlicher, römisch-katholischer Bischof von Krk
- Petanović, Radmila (* 1950), serbische Biologin

### Petar
- Petar I. († 1830), montenegrinischer Fürstbischof und serbisch-orthodoxer Metropolit
- Petar II. (1813–1851), montenegrinischer Dichter und Fürstbischof
- Petar Krešimir IV. († 1074), König von Kroatien (1058–1074)
- Pétard, Paul (1912–1980), französischer Pharmakologe und Botaniker

### Petas
- Petasis, Nicos A. (* 1954), zyprisch-US-amerikanischer Chemiker

### Petau
- Pétau, Denis (1583–1652), französischer Jesuit, Chronologe und Historiker
- Petau, Karl (1890–1974), deutscher Maler, Grafiker und Plakatkünstler

### Petaz
- Petazzi, Benvenuto Sigmund von (1699–1784), österreichischer General